# لون پاول
لون پاول (Leven Powell) (زادهٔ ۱۷۳۷ – درگذشتهٔ ۲۳ اوت ۱۸۱۰)، مزرعه‌دار، تاجر، افسر ارتش قاره‌ای و سیاست‌مدار حزب فدرالیست ویرجینیایی بود که در چندین مقطع در مجلس نمایندگان ویرجینیا و همچنین مجمع تصویب ویرجینیا به نمایندگی از شهرستان لادن، ویرجینیا خدمت کرده‌است. او همچنین یک دوره نمایندهٔ ایالات متحده آمریکا برای منطقه هفدهم کنگره ویرجینیا بوده‌است.

## اوایل زندگی و خانواده
لون پاول در نزدیکی های‌مارکت در شهرستان پرنس ویلیام در مستعمرهٔ ویرجینیا چشم به جهان گشود. پدرش ویلیام پاول (زادهٔ حدود ۱۷۰۵ – درگذشتهٔ ۱۷۸۷)، کاپیتان کشتی و مزرعه‌دار مادرش النور پیتون سابق (دختر والنتاین پیتون، ارباب و مزرعه‌دار برجسته) بودند. کشتی پاول در تجارت ساحلی کار می‌کرد و ویلیام در حدود سال ۱۷۳۴ از شهرستان سامرست، مریلند به دامفریس نقل مکان کرد. او همچنین قبل از تبدیل شدن به تأمین‌کنندهٔ گوشت گاو برای نیروهای میهن‌دوست در جنگ انقلابی آمریکا، در زمین‌های پرنس ویلیام و شهرستان لادن سرمایه‌گذاری کرد. پدر و مادر لون، هر دو از تبار نخستین خانواده‌های ویرجینیا بودند. لون نیز مانند سایر کودکان خانواده‌های سطح بالای جامعه، از تحصیل خصوصی بهره‌مند بود.
پاول با سارا هریسون (زادهٔ ۱۷۴۲ – درگذشتهٔ ۱۸۱۲)، دختر مزرعه‌دار محلی، بور هریسون که مانند لون پاول در جنگ انقلاب آمریکا خدمت کرده، ازدواج کرد. این زوج دارای چندین فرزند از جمله: ویلیام هریسون پاول (زادهٔ ۱۷۶۶) و لون پاول جونیور (زادهٔ ۱۷۷۲)، که در شهرستان لودون به عنوان مزرعه‌دار باقی ماند، بودند. پسران دیگر آنها بور پاول (زادهٔ ۱۷۶۸)، کاتبرت پاول (زادهٔ ۱۷۷۴) آلبرت هریسون پاول (زادهٔ ۱۷۸۱) وکیل شده و مسیر حرفهٔ سیاسی پدرشان را دنبال کردند. بور پاول در میدلبورگ ماند و در هر دو مجلس مجمع عمومی ویرجینیا خدمت کرد و برادرش کاتبرت شهردار الکساندریا، ویرجینیا و همچنین نماینده کنگره ایالات متحدهٔ آمریکا شد.

## حرفه
پاول حرفهٔ دولتی خود را به عنوان معاون کلانتر شهرستان پرینس ویلیام تحت نظر دایی خود سرهنگ هنری پیتون، آغاز کرد.
با این حال، پاول (مانند پدرش، سرهنگ هنری پیتون و دایی‌زاده‌هایش پر تعدادش) در درجهٔ نخست، خانواده‌اش را به عنوان یک مزرعه‌دار حمایت می‌کرد. او زمینی با وسعت ۵۰۰ جریب فرنگی در منطقهٔ تازه تأسیس لادن، ویرجینیا خریداری کرده و در سال ۱۷۶۳ کمی بعد از ازدواج با همسرش، سالی که پدرش، بور هریسون، صاحب یک ملک بزرگ در بالادست رودخانه پوتوماک بود، به آنجا نقل مکان کرد. پاول خانه‌ای با نام «شیدز» و علاوه بر آن، نخستین آسیاب گندم در منطقه را ساخت. او در طول زمان با استفادهٔ نیروی کار به بردگی گرفته شده، پنج مزرعه مجموعاً به مساحت ۱۸۰۰ جریب فرنگی را اداره می‌کرد. پاول در سال ۱۷۸۷ دارای ۲۲ برده، ۱۸ اسب، ۲۴ رأس گاو و یک کالسکهٔ دو چرخ بود. او (یا پسرش که هم نام وی بود) در سال ۱۸۱۰، همان سالی که پاول در بازدید از یک چشمهٔ سلامتی در پنسیلوانیا چشم از جهان فروبست، صاحب ۱۳ برده بود. پاول همچنین صاحب یک فروشگاه، و در مقطعی یک آسیاب، که آن را بعد از همسرش «آسیاب سالی» نامید، در هانگری ران بود.

### افسر نظامی
پاول همزمان با بدتر شدن روابط با بریتانیای کبیر در سال‌های پیش از جنگ انقلاب آمریکا، در کمیتهٔ ۱۵ نفری ایمنی شهرستان لادن در سال ۱۷۷۴ خدمت می‌کرد. در سال ۱۷۷۴ یا ۱۷۷۵، او مأموریتی را با درجهٔ سرگرد در یک گروه افسران دقیقه‌بان شهرستان لادن پذیرفت که به جنوب شرقی ویرجینیا سفر کردند تا حملات پیوسته‌ای را به نیروهای لرد دانمور را در نورفولک و همپتون ترتیب داده و در نهایت به ارتش قاره‌ای ملحق شدند. در ژانویه ۱۷۷۷، ارتشبد جورج واشینگتن، درجهٔ پاول را به سرهنگ دوم در هنگ شانزدهم قاره‌ای ارتقا داد. پاول در نبرد لانگ آیلند، نبرد براندی‌وین و نبرد مونموث جنگید. با این حال، عوارض سلامتی ناشی از اردوگاه زمستانی سخت در دره فورج (که تقریباً باعث شد یک چشمش را از دست بدهد) موجب شد پاول در سال ۱۷۷۸ استعفا دهد، اگرچه مجمع عمومی ویرجینیا بعدها رأی به اهدای سهم کاملی از زمین به او به پاس داد.
سه تن از برادرانش نیز در ارتش قاره‌ای خدمت کرده‌اند:  جان توماس پاول (زادهٔ ۱۷۴۵ – درگذشتهٔ ۱۸۰۷) که به عنوان جراح خدمت کرد، سپس به دامفریس بازگشت. ستوان ویلیام پاول سوم (زادهٔ ۱۷۴۵ – درگذشتهٔ ۱۸۰۷) سه سال زیر نظر سرهنگ دوم دانیل مورگان خدمت کرد و کوچکترین برادر، ستوان جان پیتون پاول (زادهٔ ۱۷۶۰ – درگذشتهٔ ۱۸۴۴) نیز در هنگ یازدهم مورگان (در سال ۱۷۹۹ به هنگ هفتم ویرجینیا تغییر نام داد) خدمت کرد. سپس زمین دریافت کرد و به غرب رفت -ابتدا به شهرستان هاردمن، تنسی- و در نهایت در شهرستان مدیسن، آلاباما از دنیا رفت.

### سیاستمدار
یک مورخ محلی به تغییر موقعیت پاول را از قهرمان نظامی به سیاستمدار اشاره کرده و پاول را پیشروی حزب فدرالیست منطقه میان دههٔ ۱۷۸۰ تا اوایل دههٔ ۱۸۰۰ دانست زمانی که چارلز اف مرسر به عنوان یکی از حامیان شاهراه‌ها، برجسته شد.
پاول برای نخستین بار در سال ۱۷۷۹ برندهٔ انتخابات مجلس نمایندگان ویرجینیا شد و از شهرستان لادن (به صورت پاره‌وقت) در کنار پسر عموی خود، فرانسیس پیتون کهنه‌کار، نمایندگی می‌کرد. با این حال، پیتون تصمیم گرفت مأمور عالی رتبهٔ دولتی برای منطقهٔ جدید شده و پاول نیز معاون افسر ثبت زمین شود؛ بنابراین یکی از آنها استعفا داده و دیگری در آن نشست قانون‌گذاری در کنار سرهنگ جوزیا کلافام خدمت کرد. پاول به‌طور قطع در تاریخ ۱۵ اکتبر ۱۷۸۷ که نشست آغاز شد در کنار سرهنگ کلافام خدمت کرد. سپس مجدداً در نشست سال ۱۷۸۸ پیروز شد (ولی در کنار ریچارد بلاند لی خدمت کرد). همچنین پاول در سال ۱۷۸۸ برندهٔ انتخابات شده و این بار به عنوان یکی از نمایندگان شهرستان لادن در مجمع تصویب ویرجینیا در کنار استیونز تامسون میسون که برخلاف پاول و به مانند عموی خودش به نام جورج میسون بر خلاف مجلس تصویب رأی داده بود، حضور یافت. با این حال پاول دوباره برندهٔ انتخابات مجلس نمایندگان نشد تا آنکه در سال ۱۷۹۱ در کنار آلبرت راسل، که در دو نشست قبلی در کنار ویلیام گانل پل‌ساز، نمایندهٔ منطقه بود، خدمت کرد. پس از آن پاول مجدداً پیروز انتخابات شده و در کنار جوزف لین مشغول به کار شد.
پاول همچنین به تأسیس دو شهر در شهرستان لادن کمک کرد. مهم‌ترین آنها، میدلبورگ در زمین وی و محل اتصال شاهراه الکساندریا به وینچستر، ویرجینیا (هم‌اکنون بخشی از مسیر ۵۰ ایالات متحده آمریکا) و جادهٔ میان محل شهرستان لادن (لیسبورگ) و فاوکیر کانتی (وارنتون)، بود. پاول از جوزف چین ۵۰ جریب فرنگی زمین خریداری کرد (کسی که در سال ۱۷۲۸ ساختمان چین را ساخته بود و امروزه آن را مسافرخانه رد فاکس می-نامند که حدوداً در مرکز همان قطعه زمین ۵۰ جریب فرنگی است). آن منطقه، تقاطع چین نامیده می‌شد و به «پاول تاون» شهره شد. مجلس قانون-گذاری ویرجینیا در سال ۱۷۸۷ این شهر را با افراد غیرمقیم (اما مالکان زمین و کهنه سربازان سیاسی) از جمله: فرانسیس پیتون، ویلیام برونا، ویلیام هیل، جان پی هریسون، بور هریسون، جوزیا کلافام و ریچارد بلاند لی به عنوان متولی، ثبت کرد و به رسمیت شناخت.
پاول اجارهٔ زمین را جمع‌آوری کرده ولی از پذیرفتن نام‌گذاری شهر به نام خودش امتناع کرد، بنابراین نام آن به «میدلبورگ» تبدیل شد (بعدها کوتاه‌تر شد). در سال ۱۸۰۱، شرکت شاهراه فیرفکس و لودون که پاول مدیر آن بود، توسط شرکت شاهراه لیتل ریور جایگزین شد (که در آن مرسر برجسته بود). در این میان، پاول در سال ۱۷۹۰، یکی از متولیان مؤسس ماتیلدویل بود که توسط هنری لی سوم (فرماندار ویرجینیا میان سال‌های ۱۷۹۱ تا ۱۷۹۵) ارتقا یافت. اگرچه شهر تبدیل به مرکز جدید ایالت تبدیل نشد، اما ماتیلداویل به مقر شرکت پاتومک تبدیل شد که تا سال ۱۸۰۲ یک سری کانال و آب‌بند ساخت تا آبشارهای رودخانهٔ پوتوماک را گیر اندازد ولی هیچ وقت به موفقیت مالی دست نیافت. در نهایت این شرکت در سال ۱۸۲۸ با شرکت کانال چساپیک و اوهایو، ادغام شد.
پاول حزب فدرالیست را شهرستان لادن تأسیس کرد. پاول در انتخابات ریاست جمهوری سال ۱۷۹۶، در میان بیست و یک انتخاب‌کننده ویرجینیا در رای دادن به جان آدامز در مقابل توماس جفرسون به تنهایی ایستاد. همچنین رأی‌دهندگان پاول را به عنوان عضو حزب فدرالیست برای کنگرهٔ ششم انتخاب کردند، (۴ مارس ۱۷۹۹ – ۳ مارس ۱۸۰۱).

## مرگ و میراث
پاول در بازدید از چشمه‌ها در بدفورد، پنسیلوانیا در سال ۱۸۱۰ چشم از جهان فروبست و در همان مکان، در گورستان قدیمی پرسبیتریان به خاک سپرده شد. بیوهٔ او در شهرستان لادن ماند و دو سال پس از مرگ او از دنیا رفت. محل تولد پاول که به عنوان خانهٔ پاول-آلن شناخته می‌شود، در سال ۱۹۷۶ در فهرست ملی اماکن تاریخی ثبت شد.